# Альтдорф (Бавария)
Альтдорф  (нем. Altdorf) — ярмарочная община в Германии, в Республике Бавария.
Община расположена в правительственном округе Нижняя Бавария в районе Ландсхут. Население составляет 11 164 человека (на 31 декабря 2010 года). Занимает площадь 23,05 км².

## Население
По оценке на 31 декабря 2015 года население общины Альтдорф составляет Неверный параметр metadata Альтдорф (Бавария) чел. 
 Неверный параметр metadata Альтдорф (Бавария) 
 Неверный параметр metadata Альтдорф (Бавария)